# Герцогство Курляндії і Семигалії
Ге́рцогство Курля́ндії і Семига́лії (лат. Ducatus Curlandiæ et Semigalliæ) — у 1561—1795 роках держава у Східній Європі. Розташовувалася на березі Балтійського моря, в західній частині сучасної Латвії — на території історичних областей Курляндія і Семигалія. Столиця — місто Мітава (сучасна Єлгава). Постала внаслідок московської агресії в Лівонії (1558—1583). Створена на території Тевтонського ордену в Лівонії, ландмейстер якого прийняв титул герцога й став васалом польського короля. Очолювалася герцогами із німецьких династій Кеттлерів (1562–1737) і Біронів (1737–1795). Управлялася шляхтою німецького походження. Перебувала у васальній залежності від монархів Речі Посполитої. Державний устрій визначався «Привілеєм Готтгарда» (1570—1617) і «Формулою правління» (1617—1795). Була населена німцями, латишами, поляками і євреями. Більшість мешканців сповідували лютеранство, меншість — католицизм. Серед мов домінували німецька і латиська. Найбільшого розквіту досягла за правління герцогів Якова Кеттлера та Ернста-Йоганна фон Бірона. У 1637—1690 роках мала невеликі колонії в Америці, на Карибах, та Західній Африці. Перебувала в унії із самоврядним Пільтенським повітом. Сильно постраждала від шведських навал у часи Північної  (1658—1660) і Великої Північної воєн (1701—1710). Внаслідок шведської загрози зблизилася із Росією.  Під час поділів Речі Посполитої (1793—1795) стала ареною боротьби між Російською імперією та Пруссією. Анексована Росією (1795) і перетворена на Курляндське намісництво, що згодом стало Курляндською губернією (1796). Наприкінці Першої світової війни, балтійські німці намагалися відновити герцогство за допомоги Німецької імперії (1918).

## Назва
- Герцогство Курляндії і Семигалії (лат. Ducatus Curlandiæ et Semigalliæ, нім. Herzogtum Kurland und Semgallen) — офіційна назва німецькою мовою у документах з XVI ст.
- Герцогство Курляндське і Семигальське (латис. Kurzemes un Zemgales hercogiste) — сучасна латиська назва.
- Князівство Курляндії і Семигалії (пол. Księstwo Kurlandii i Semigalii) — назва у польських джерелах.
- Князівство Курляндське і Семигальське (рос. Княжество Курляндское и Семигальское) — повна назва країни у російських джерелах XVIII—XIX ст[3]
- Князівство Курляндське (рос. Княжество Курляндское) — скорочена російська назва XVIII—XIX ст.
- Курляндське герцогство
- Курляндія і Семигалія
- Курляндія-Семигалія
- Курляндія

## Історія

### Заснування

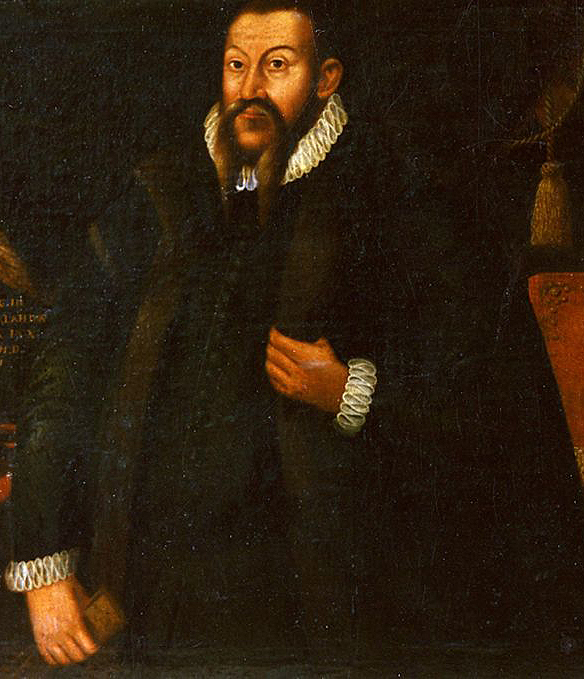
Готтгард Кеттлер, засновник герцогства.

Ліквідація Лівонської конфедерації позначила перехід Балтії від середньовіччя до раннього нового часу. Правителі Лівонії, неспроможні стримати військовий натиск Московії під час Лівонської війни (1558–1583), були змушені шукати допомоги у сусідніх держав. Естонія, північна частина конфедерації, здалася королю Швеції, а решта віддалася Сигізмунду II Августу, королю польському і великому князю литовському. 
28 листопада 1561 року у Вільні лівонці уклали із польським королем унію, відому як «договір підпорядкування». За умовами унії, землі Лівонської конфедерації — території чернечо-лицарського Лівонського ордену та чотирьох єпископств — перетворювалися на два світські литовські протекторати, поділені по річці Західна Двіна — північне Лівонське герцогство та південне герцогство Курляндії і Семигалії. Спадковим головою другого визначався Готтгард Кеттлер, останній магістр Лівонського ордену. 
У зв'язку з цим юридичною датою заснування герцогства Курляндії і Семигалії вважається 28 листопада 1561 року. Одночасно, з укладанням унії, польський король дарував своїм лівонським підданим «привілей Сигізмунда Августа», яким гарантував політичні, майнові, національні права та релігійні свободи в обох протекторатах. Цей документ завжди був чинним на теренах Курляндії й Семигалії.
Урочистий акт переходу Лівонії під протекцію Сигізмунда II Августа був проведений 5 березня 1562 року в Ризькому замку. Готтгард Кеттлер та інші лідери Лівонського ордену офіційно зреклися своїх посад, а сам орден секуляризували. Готтгард проголошувався світським герцогом Курляндським і Семигальським. Він склав присягу на вірність Сигізмунду II Августу, ставши його васалом і отримавши протекцію Великого князівства Литовського (після укладання Люблінської унії 1569 року — Речі Посполитої). У свою чергу, колишні ченці-лицарі Лівонського ордену присягнули герцогу Готтгарду як своєму світському сюзерену. Відповідно, фактична дата заснування герцогства Курляндії й Семигалії — 5 березня 1562 року.

### Розвиток

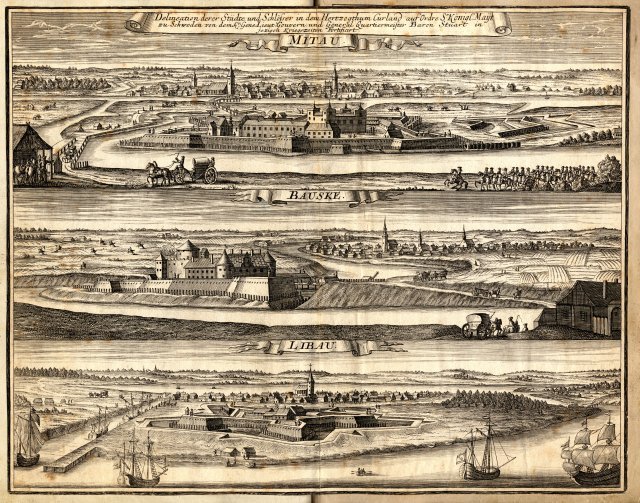
Мітава, Бауске, Лібава.

На час утворення в герцогстві було тільки три міста: Газенпот, Голдінген та Віндава. 1566 року поляки витіснили Готтгарда з Риги, після чого він був змушений жити в замках Голдінгена та Мітави, сприявши розвитку обох міст. Статусу столиці набула Мітава, двічі в рік там збирався курляндська земельна рада (ландтаг). Пізніше містами стають Бауск та Лібава.
Відмовившись від штатгальтерства в Лівонії в 1568 році, Готтгард всю свою увагу зосередив на внутрішніх реформах в герцогстві: піклувався про загальне поширення реформаційних учень, впровадив загальні церковні візітації, підняв рівень освіти, сприяв відновленню торговельних відносин з Лівонією і Польщею. Усвідомлюючи слабкість свого становища, і з метою забезпечити спадковість, Кеттлер в 1570 рік видає новоявленим поміщикам — колишнім лівонським лицарям — «привілей Готтгарда», за яким вони ставали власниками своїх володінь і вводиться загальне кріпосне право. Третина курляндських земель при цьому залишилася в володінні самого Кеттлера.
Після смерті Готтгард в 1587 році його сини поділили герцогство — Фрідріх отримав Семигалію зі столицею в Мітаві, а Вільгельм став правителем Курляндії з резиденцією в Голдінгені. Братам вдалося збільшити володіння батька внаслідок викупу у спадкоємців Магнуса Лівонського єпископства Пільтенського і отримання через шлюбний союз орденського замку Гробіна з околицями (вони були закладені лицарями герцогу прусському). Вільгельм, проте, посварився з братом і розпочав боротьбу з вільнодумством у своїх володіннях. Поміщики дістали підтримку короля і, після вбивства під час засідання ландтагу лідерів опозиції, герцог Вільгельм в 1616 рік був позбавлений трону. Фрідріх правив один до самої смерті в 1642, продовживши мирну політику батька.

#### Яків Кеттлер
Після смерті Фрідріха герцогом був син Вільгельма, Яків (1642–1682). Він здобув добру освіту, багато подорожував, захоплювався ідеями меркантилізму, опікувався розвитком портів (Віндави і Лібави) і торгівлі з іншими країнами. Ініціативою герцога Якоба було також розвиток металургійного виробництва на території герцогства. Експорт продукції (зокрема — зброї) приніс суттєвий внесок в розвиток економіки герцогства.
Яків Кеттлер зробив декілька спроб закріпитися на острові Джеймс у Гвінейського узбережжя. В Вест-Індії колонія була заснована на острові Тобаго 20 травня 1654, коли капітан Віллем Молленс оголосив острів «Новою Курляндією». Також проєктувалося розширення Мітавської гавані спуском річки Аа в море.
1658 року, в розпалі Північної війни в Курляндію вдерлися шведи, які захопили Мітаву, полонили герцога і вивезли його до Риги. Заморські володіння захопили голландці. Польсько-литовські війська Сапеги переломили хід війни і за умовами Оливському миру (1660) шведи відмовилися від будь-яких зазіхань на Курляндію; тоді ж повернувся з полону і Якоб.

#### Фрідріх-Казимир

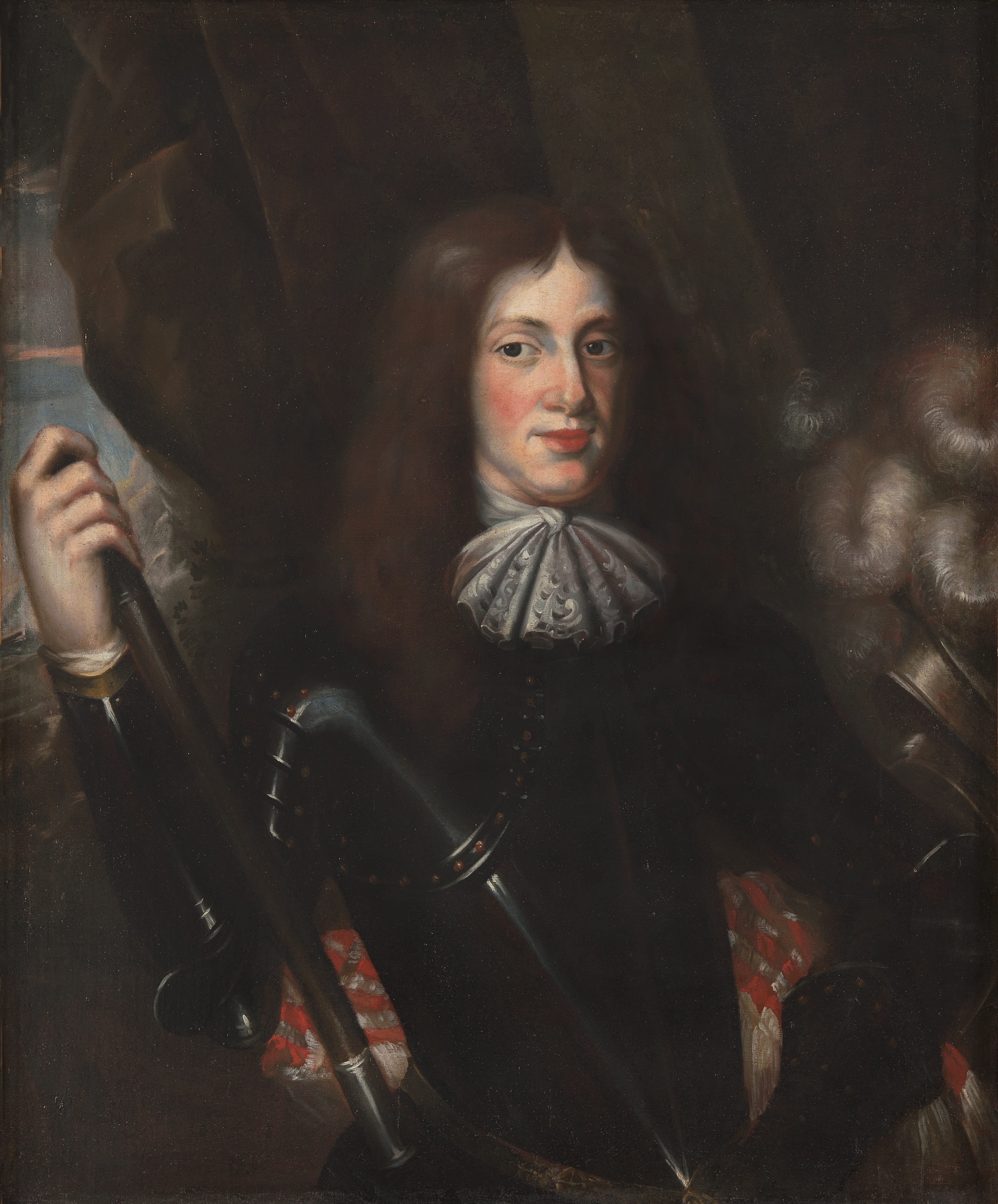
Фрідріх-Казимир

1682 року наступником Якова став його син Фрідріх-Казимир. Він мав пристрасть до розкошів і розваг, внаслідок чого виснажив державну скарбницю і спричинив фінансову кризу в державі. Герцог був змушений продати мануфактури і верфі батька, а також облишити плани розвитку курляндських колоній, які врешті-решт віддав англійцям. 
Через загравання з міщанством і нехтування релігійними питаннями Фрідріх-Казимир нажив собі ворогів серед курляндського лицарства, яке постійно скаржилося на нього до Варшави. 
1685 року герцог приєднався до польсько-турецької війни, але перемогами не уславився. 1697 року, напередодні Великої Північної війни він уклав із московським царем Петром І династичний союз проти Швеції — шлюб свого сина Фрідріха-Вільгельма із царівною Анною. Ця угода стала фатальною для курляндської династії Кеттлерів і долі самого герцогства.

#### Фрідріх-Вільгельм
Після смерті Фрідріха-Казимира в 1698 році престол перейшов до його сина, 5-річного Фрідріха-Вільгельма. Опікунами і регентами стали його дядько Фердинанд і матір Єлизавети-Софії Бранденбурзька. 
На початку Великої Північної війни курляндські сили були розбиті шведами у битві на Дюні 1701 року. Курляндія знову стала театром бойових дій, переходячи з рук шведів в руки росіян. Фердинанд утік до Данцига, а Єлизавета-Софія із сином Фрідріхом-Вільгельмом — до свого брата, прусського короля Фрідріха І. Після Полтавської битви Курляндію зайняли московити під командуванням Шереметьєва.
1710 року, за домовленостями прусського короля із царем Петром І, Фрідріх-Вільгельм повернувся до Курляндії. Він намагався відродити герцогство, розорене війною і чумою. Підтримуючи союз із Пруссією і Московією, герцог прагнув вивести московські війська країни і провернутися до політики нейтралітету. За його правління було засновано єдину курляндську нагороду — Орден Визнання.
Наприкінці 1710 року Фрідріх-Вільгельм одружився у Петербурзі із царівною Анною, небогою Петра І, але вже наступного року раптово помер у російському Кіппінгсофі по дорозі на батьківщину. Його наступником де-юре був дядько Фердинанд, але фактично герцогством стала правити овдовіла дружина Анна, майбутня російська імператриця (з 1730).

#### Анна
З того часу російський вплив значно посилюється в Курляндії. Вдова герцогиня Анна проживала в Мітаві, але всіма справами герцогства фактично заправляв російський резидент Петро Михайлович Бестужев. Герцогом був оголошений дядько Фрідріха-Вільгельма — Фердинанд (1711–1737), останній представник Кеттлерів по чоловічій лінії. Боячись опозиції дворянства, Фердинанд не приїжджав в Курляндію, а залишався в Данцигу, через що на з'їзді в Мітаві 1717 постановлено було позбавити Фердинанда влади і передати урядові повноваження в руки вищих радників герцогства.
Коли близьке припинення роду Кеттлерів стало очевидним, на курляндський трон стали претендувати декілька осіб. З боку Росії герцогського титулу для себе добивався Меншиков. З боку Польщі і Франції була в 1726 рік висунута кандидатура графа Моріца Саксонського — незаконнонародженого сина польського короля Августа. Протягом швидкої Війни за курляндську спадщину Росія заставила його в наступному році покинути межі Курляндії і відмовитися від престолу.

### Бірони

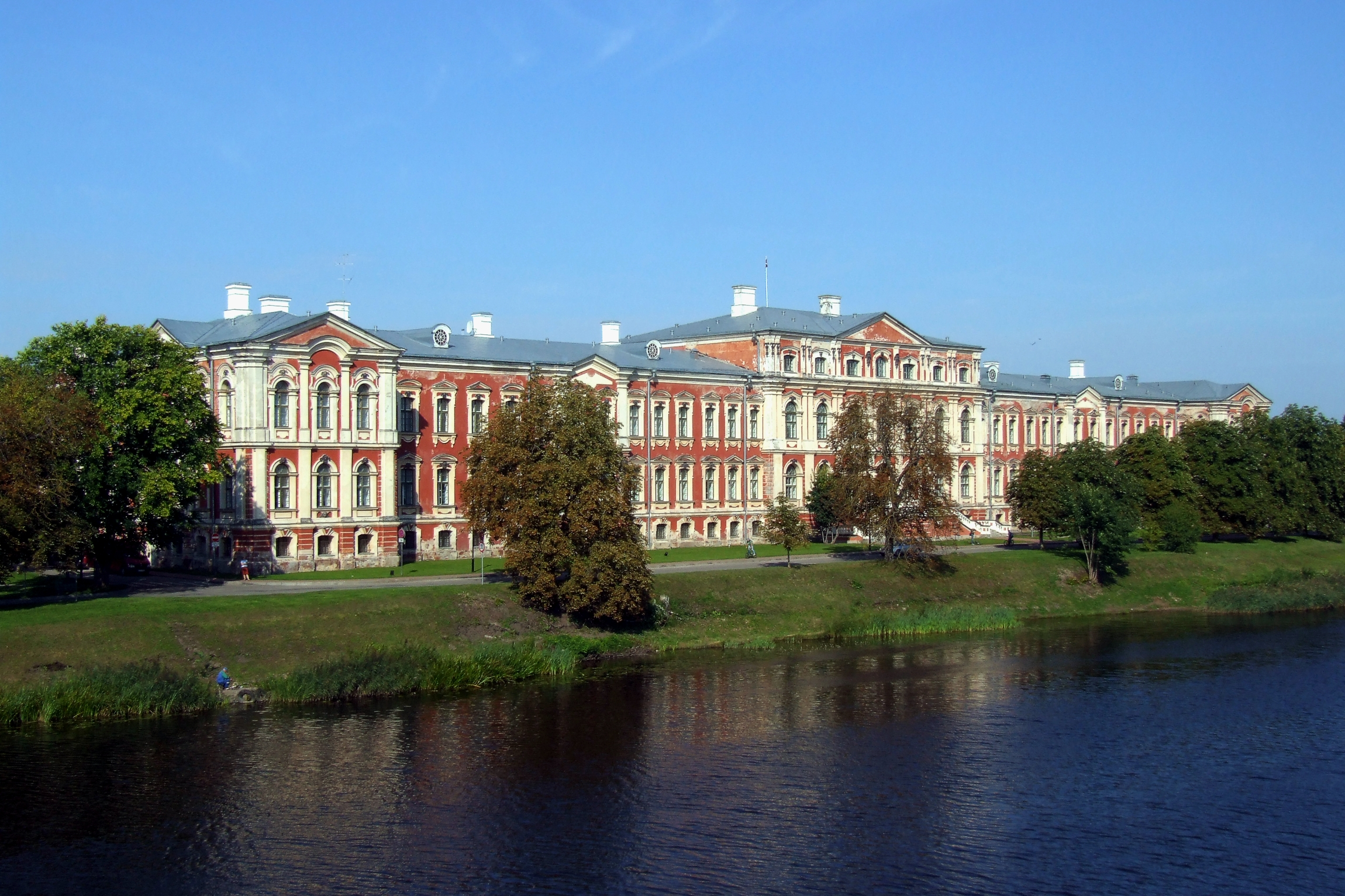
Мітавський палац — міська резиденція герцогів.

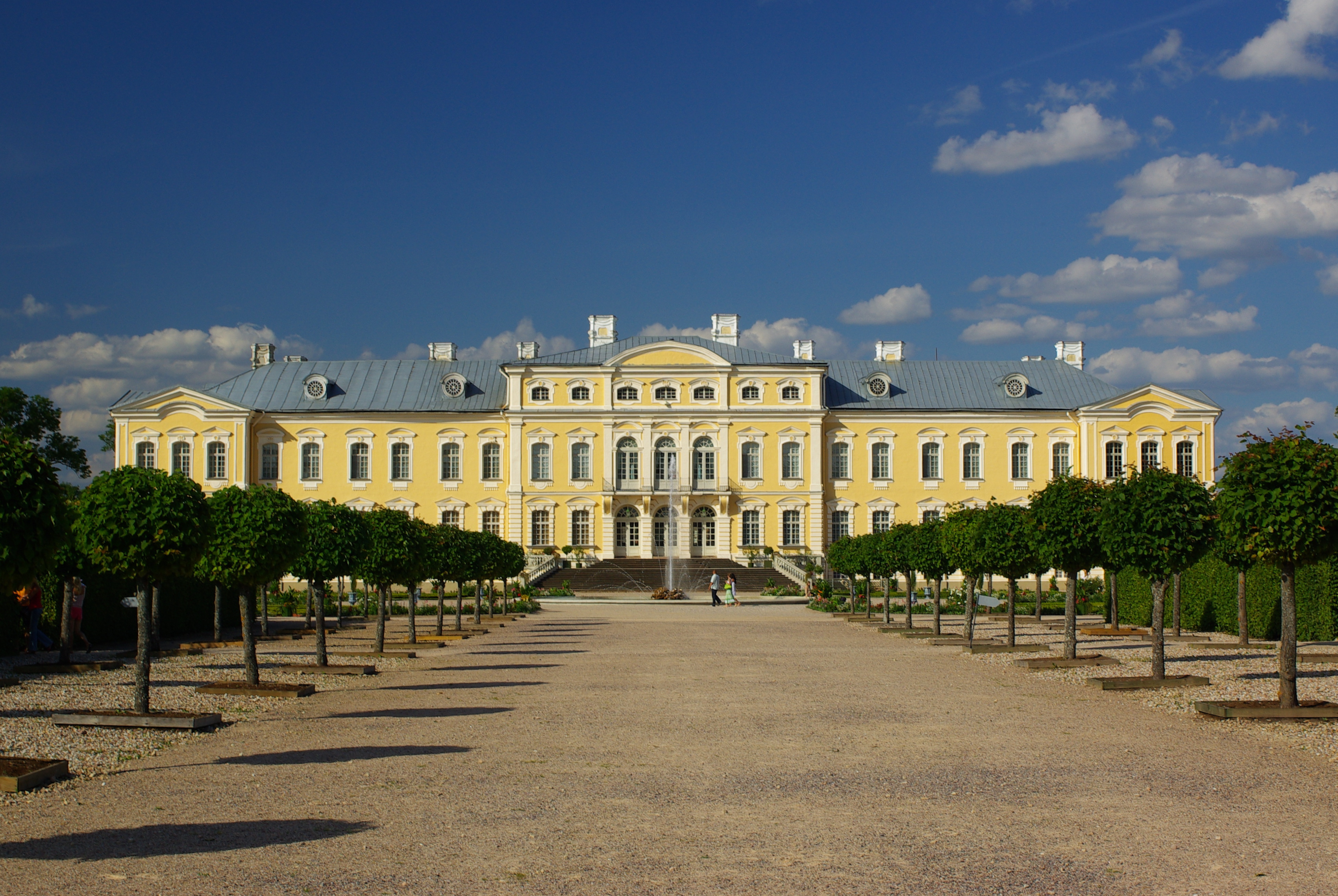
Рундальський палац — заміська резиденція герцогів.

Коли в 1733 виникло питання про заміщення вакантної польської корони, Росія підтримала кандидатуру Августа III, який погодився за це визнати герцогом курляндським фаворита російської імператриці Анни Іванівни, Бірона. Останнього визнали і дворяни Курляндії. Бірон правив у Мітаві з 1737 по 1741, проводячи коштами російської скарбниці, до якої мав необмежений доступ, велике будівництво. Він перебудував Мітавський палац своїх попередників.
З висланням Бірона в Сибір Анна Леопольдівна заручилася підтримкою Австрії на те, щоб провести в герцоги свого дівера Людвіга-Ернста Брауншвейзького. Не встиг ландтаг узаконити обрання нового герцога, як Анна Леопольдівна сама позбулася влади в Російській імперії, внаслідок чого Курляндія залишилась без герцога; так тривало до 1758. Август III знову дозволив вищим радникам країни управляти справами.
В 1758 з дозволу Росії Курляндія поступлена Карлу Саксонському, сину Августа III. Він правив нею з 1758 по 1763 більше на словах, ніж на справді, позаяк значна частини дворянства зберігала вірність присязі, даній Бірону. В 1761 той повернувся з заслання. Катерина II, незадоволена тим, що герцог Карл не дозволив російським військам, які брали участь в Семилітній війні, повертатися в Росію через Курляндію, наполягла на його усуненні, і герцогом вдруге визнано було Бірона, який правив до 1769. Він зобов'язався пропускати через Курляндію російські війська, не вступати ні в які стосунки з противниками Росії, віротерпимо ставитися до православних і дозволити побудову православного храму в Мітаві.
В 1769 Бірон, знесилений боротьбою між пропольською і проросійською партіями, відмовився від престолу на користь свого сина Петера, проти якого одразу розпочався рух незадоволеної шляхти; він утримався на престолі тільки завдяки підтримці Росії. Одружився з графинею Анні фон Медем, Петер провів декілька років за кордоном і повернувся в 1787 в Курляндію, він знову повинен був витримати внутрішню боротьбу з незадоволеною шляхтою.
Після першого поділу Речі Посполитої 1772 року Курляндія і Росія отримали новий спільний кордон. Він був затверджений курляндсько-російською конвенцією 1783 року, яка також надавала преференції російському бізнесу в Курляндії.

### Анексія

Курляндія перед анексією (1772)

Внаслідок третього поділу Речі Посполитої між Пруссією, Австрією та Росією в 1795 році росіянам відійшли Західна Волинь, Західна Білорусь, Литва і Курляндія. Анексія останньої відбулася на основі прохання Курлянського ландтагу про приєднання до Російської імперії. 15 (26) квітня 1795 року імператриця Катерина II видала Маніфест про приєднання Курляндії «навічно» до Росії. Останнього герцога Петера фон Бірона, який перебував у Санкт-Петербурзі, змусили зректися трону. Він покинув ненависну Росію й оселився у Пруссії.
Російська влада перетворила герцогство на Курляндське намісництво, а згодом — на губернію. Першим губернатором Курляндії став генерал-естляндець Петер-Людвіг фон дер Пален, ветеран, досвідчений дипломат і майбутній царевбивця.
Анексія Курляндії стала успішним завершенням 237-літньої боротьби московитів за Східну Балтику, яка почалася з Лівонської війни.

## Державний устрій
Державний устрій герцогства визначався «Формулою правління» — конституцією, проголошеною 18 березня 1617 року. Вона лишалася чинною до 1795 року, до часу ліквідації герцогства.

### Герцоги
Державу очолював герцог Курляндії і Семигалії. Цей титул був затверджений в результаті Віленської унії 1561 року між Польсько-Литовською державою та Лівонським відділенням Тевтонського ордену. Першим герцогом був останній ландмейстер Тевтонського ордену в Лівонії — Готтгард Кеттлер. Герцоги вважалися васалами польського короля і великого князя литовського. 1795 року, під час третього поділу Речі Посполитої, останній герцог Петер фон Бірон відмовився від своїх прав на герцогство на користь російського трону.
| Ім'я                                           | Термін    | Династія | Герб |
| ---------------------------------------------- | --------- | -------- | ---- |
| Готтгард                                       | 1561—1587 | Кеттлери |      |
| Фрідріх                                        | 1587—1595 | Кеттлери |      |
| Фрідріх (співправитель, герцог Семигальський)  | 1595—1617 | Кеттлери |      |
| Вільгельм (співправитель, герцог Курляндський) | 1595—1616 | Кеттлери |      |
| Фрідріх                                        | 1617—1642 | Кеттлери |      |
| Яків                                           | 1642—1681 | Кеттлери |      |
| Фрідріх-Казимир                                | 1682—1698 | Кеттлери |      |
| Фрідріх-Вільгельм                              | 1698—1711 | Кеттлери |      |
| Фердинанд                                      | 1711—1737 | Кеттлери |      |
| Ернст-Йоганн                                   | 1737—1741 | Бірони   |      |
| Людовік-Ернст                                  | 1741      | Вельфи   |      |
| Карл-Християн                                  | 1758—1763 | Веттіни  |      |
| Ернст-Йоганн                                   | 1763—1769 | Бірони   |      |
| Петер                                          | 1769—1795 | Бірони   |      |

### Ландтаг
- Ландтаг Курляндії та Семигалії

### Старші радники
Згідно з «Формулою управління» в герцогстві було 4 старші радники, які формували Вищу раду — уряд герцогства.
- Ландгофмейстер (нім. Landhofmeister, «Крайовий гофмейстер») — перший міністр герцогства.
- Канцлер
- Обер-бургграф
- Ландмаршал

### Суди
- Мітавський надвірний суд (нім. Hofgericht)

## Адміністративно-територіальний поділ

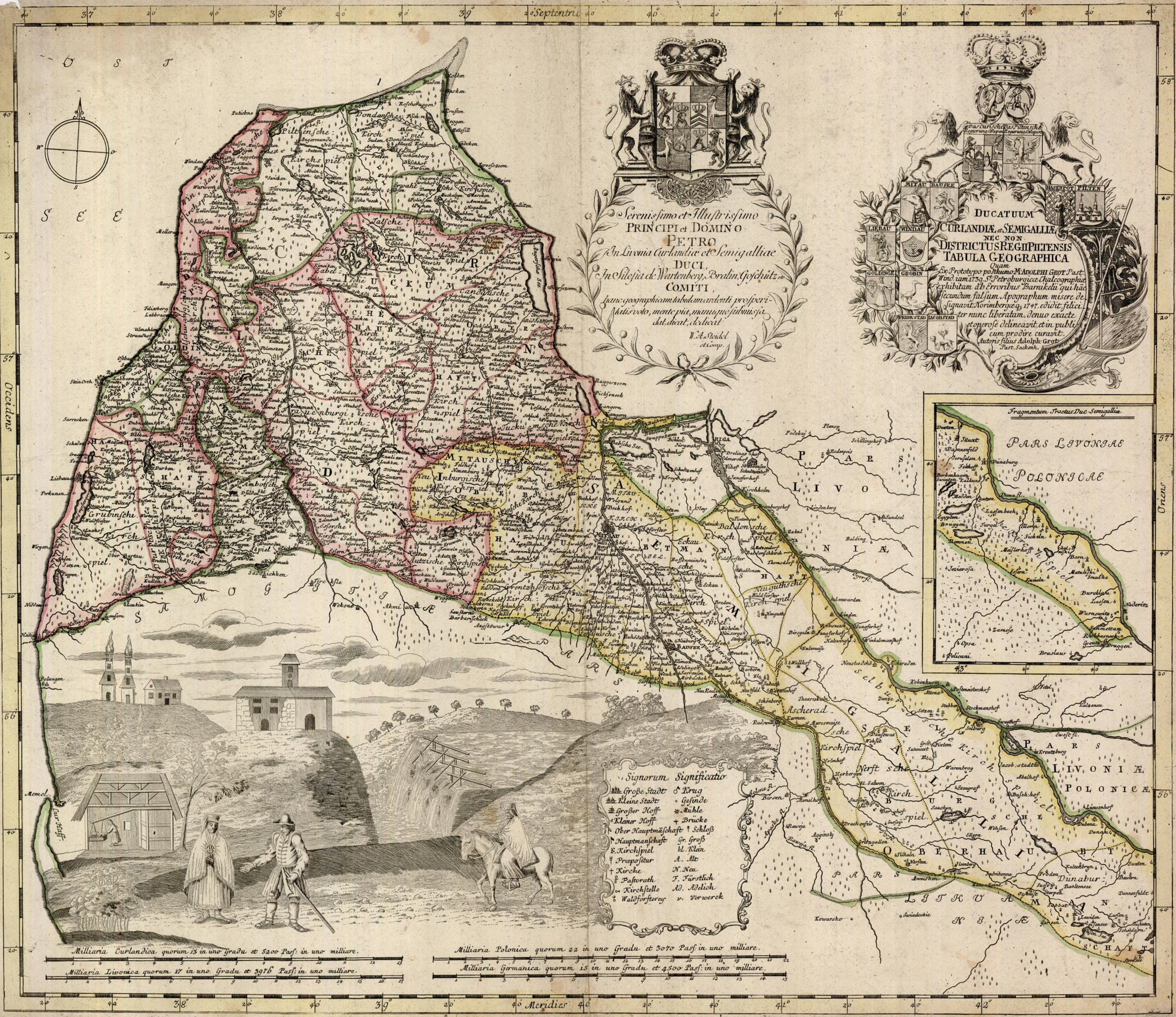
Карта герцогства 1770 року.

За «Формулою правління» 1617 року герцогство поділялося на 4 обер-гауптманства (області) — адміністративно-територіальні й судові одиниці найвищого рівня. Вони поділялися на менші одинці — гауптманства (повіти), а ті — на парафії (волості).
Певний час герцогство перебувало в унії із самоврядним Пільтенським повітом.
Курляндія
- Гольдінгенське обер-гауптманство; центр — Гольдінген (сучасна Кулдіга)

Гробінська парафія; центр — Гробін (сучасна Гробіня)
Грамсденська парафія (Gramsdinsche Kirchspiel); центр — Грубін (сучасна Грамзда)
Дурбенська парафія (Durbsche Kirchspiel); центр — Дурбен (сучасне Дурбе)
Віндауська парафія (Windausche Kirchspiel); центр — Віндау (сучасний Вентспілс)
Алшвангенська парафія (Alschwagsche Kirchspiel); центр — Алшванген (сучасне Алсунга)
Гольдінгенська парафія (Goldingensche Kirchspiel); центр — Гольдінген (сучасна Кулдіга)
Фрауенбурзька парафія (Frauenburgsche Kirchspiel); центр — Фрауенбург (сучасний Салдус)
Ессернська парафія (Essernsche Kirchspiel); центр — Ессерн (сучасне Езере)
- Тукумське обер-гауптманство; центр — Тукум (сучасний Тукумс)

Цабельнська парафія (Zabelnische Kirchspiel); центр — Цабельн (сучасне Сабіле)
Тальзенська парафія (Talsche Kirchspiel); центр — Тальзен (сучасне Талсі)
Кандауська парафія (Kandausche Kirchspiel); центр — Кандау (сучасна Кандава)
Ваненська парафія (Wahnensche Kirchspiel); центр — Ванен (сучасна Ване)
Тукумська парафія (Tuckumsche Kirchspiel); центр — Тукум (сучасний Тукумс)
Ауцька парафія (Autzische Kirchspiel); центр — Ауц (сучасне Ауце)
Семигалія
- Мітавське обер-гауптманство; центр — Мітава (сучасна Єлгава)

Ноєнбурзька парафія (Neuenburgische Kirchspiel); центр — Ноєнбург (сучасний Яунпілс)
Добленська парафія (Doblensche Kirchspiel); центр — Доблен (сучасний Добеле)
Гренцгофська парафія (Grenzhofsche Kirchspiel); центр — Гренцгоф (сучасна Межмуйжа)
Мітавська парафія (Mitausche Kirchspiel); центр — Мітава (сучасна Єлгава)
Зезауська парафія (Sesausche Kirchspiel); центр — Зезау (сучасний Сесавас)
Баускеська парафія (Bauskersche Kirchspiel); центр — Бауске (сучасна Бауска)
Екауська парафія (Eckausche Kirchspiel); центр — Екау (сучасна Ієцава)
Бальдонська парафія (Baldohnsche Kirchspiel); центр — Бальдон (сучасне Балдоне)
Нойгутська парафія (Neuguthsche Kirchspiel); центр — Нойгут (сучасні Вецумнієкі)
- Зельбурзьке обер-гауптманство; центр — Зельбург (сучасний Вецселпілс)

Зельбурзька парафія (Selburgsche Kirchspiel); центр — Зельбург (сучасний Вецселпілс)
Дюнабурзька парафія (Dünaburgische Kirchspiel); центр — Дюнабург (сучасний Даугавпілс)
Нертфська парафія (Nertfsche Kirchspiel); центр — Нерфт (сучасна Нерета)
Ашераденська парафія (Ascheradsche Kirchspiel); центр — Ашераден (сучасний Айзкраукле)

## Суспільство

### Лицарі
Лицарі були привілейованою частиною шляхти герцогства. Вони походили від родів середньовічних васалів Лівонського ордену та єпископів. Первісно лицарі були зобов'язані особисто прибувати з військом на запит свого сюзерена, але згодом набули права надсилати замість себе заступника — озброєного кіннотника. У XV—XVI ст. лицарі, що отримували за службу земельні наділи, перетворилися на землевласників, господарів угідь та маєтків у Курляндії та Семигалії. Сам термін «лицар» став синонімом терміну «шляхтич». Лицарі мали своїх представників — лицарських капітанів (Hauptmann), а також власні скарбниці. Після заснування герцогства його лицарі вважали герцога лише «першим серед рівних» й виступали проти будь-яких спроб посилення герцогської влади. З метою знищити конкуренцію угідь та офіційних посад в Курляндії і Семигалії, шляхта створила закриту лицарську корпорацію. Конституція герцогства «Формула управління» (Formula Regiminis), прийнята 1617 року, надавала лицарям право вирішувати, кого визнавати за лицаря. Відтоді «лицарями» називали лише тих шляхтичів, які були зайняті на державній службі.

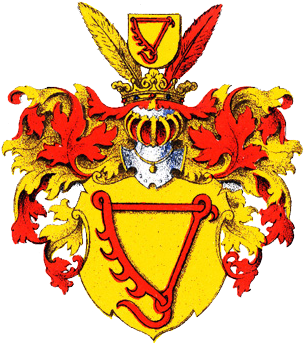
фон Кеттлер
фон дер Рекке
фон Торк
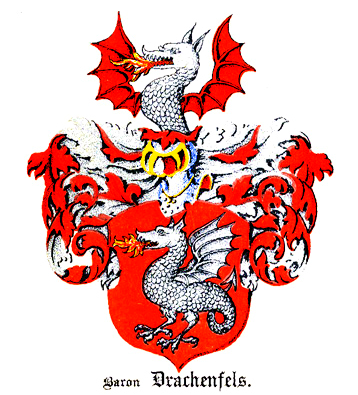
фон Драхенфельс
фон Буттлар
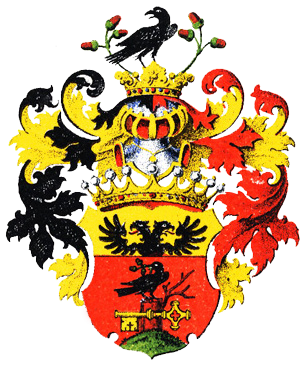
фон Бірон

### Міста
Усі міста Курляндії і Семигалії були володіннями герцога. Міста мали самоврядування, обирали собі бургомістрів і суддів, але затверджувалися герцогами. Податки з міст збирали герцогські урядовці. До 1695 року міське населення росло, але після того приріст зупинився через епідемічні захворювання. Велика північна війна та чума 1710 року втричі зменшили населення усього герцогства.

## Збройні сили
Військо герцогства брало участь майже усіх збройних конфліктах Речі Посполитої. За Віленською унією 1561 року під час війни курляндці зобов'язувалися делегувати польському королю 400 німецьких рейтарів, сотню з яких герцог надсилав особисто. Під командуванням останнього перебувала гвардія з 500 вершників. Військо було професійним і складалося переважно з найманців. Інколи збирали ополчення з місцевих латишів. Населення мусило виставляти 12 вояків на 1 сотню дворів. Під час польсько-шведської війни 1600–1611 років герцог Фрідріх командував підрозділом з 300 рейтарів, з якими брав участь у переможній битві під Кірхгольмом. У наступній війні 1626–1629 років військово-морські сили герцогства разом із польським флотом розбили шведів у битві під Оливою. На середину XVII століття, за панування герцога Якова, військо герцогства нараховувало 1—2 тисячі вояків та 60 кораблів. Вони брали участь у колонізації Карибського басейну та Західної Африки.
Герцоги часто надавали свої війська в оренду іноземним правителям. Зокрема, курляндські полки брали участь у голландсько-французькій війні 1672–1679 років. З 1683 року курляндські найманці воювали на боці Священної ліги у Великій турецькій війні. 1685 року герцог Фрідріх-Казимир особисто керував підрозділами герцогства під час антиосманської кампанії на Буковині.
На початку XVIII військо Курляндії і Семигалії складалося з 6 кінних і 2 піших сотень (компаній): 1 гвардійська сотня кірасирів, 2 драгунські сотні, 2 шляхетські сотні з лицарських маєтків герцогства, 1 сотня кінних єгерів та 2 піхотні сотні. Підрозділи мали свої прапори — у піших був білий стяг із червоним левом, у кінноти — із золотим левом; кінні єгері мали зелений стяг з гербом герцогства. У воєнних діях брали зазвичай кінні підрозділи, а піші залишалися на місцях дислокації в Мітаві й Бауске.
Востаннє збройні сили герцогства брали участь у боях проти російських військ під час Курляндського повстання 1794 року.

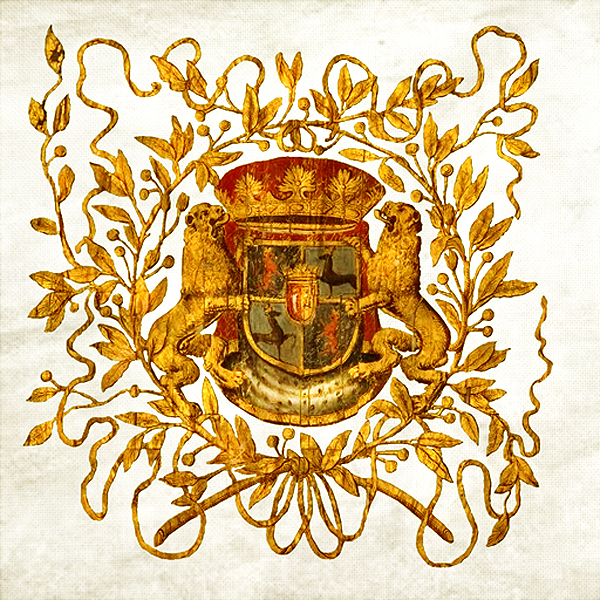
Прапор роти гренадерського полку 1673
Хорунжий курляндців в Голландії 1672—1675
Мушкетер курляндців в Голландії 1672—1675
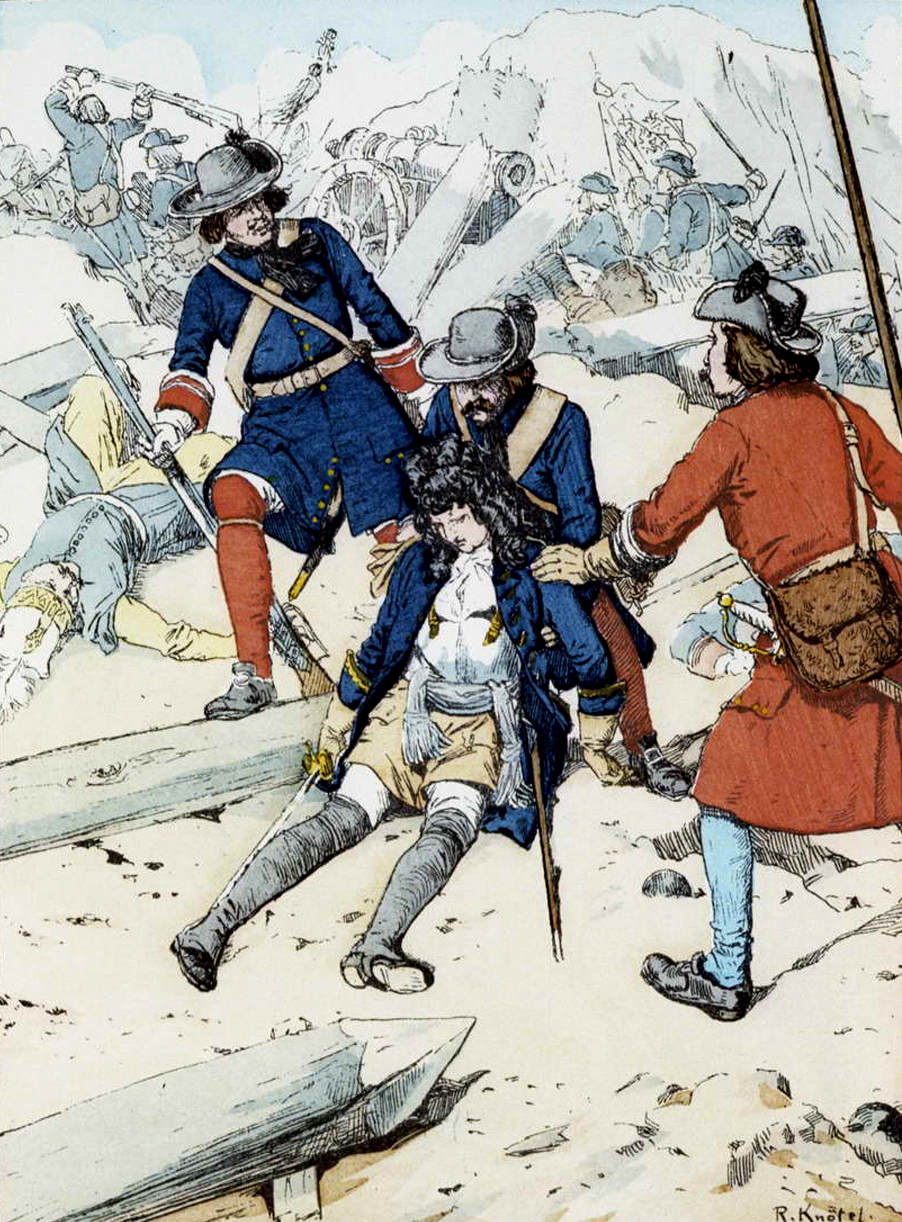
Курляндський полк під Будою 1686

## Релігія
Від 1561 року офіційною і панівною релігією на території герцогства було лютеранство. Цей статус був закріплений за ним за умовами Віленської унії. Організаційна структура Євангельської лютеранської церкви встановилася за правління Готгарда, що підпорядкував її герцогам. Служби, проповіді та інші церковні обряди проводилися місцевою мовою — німецькою в містах або латиською в селах. Сам Готтгард сприяв перекладам релігійних текстів і пісень на латиську мову.
Станом на 1567 рік у герцогстві діяло 58 церков (Згідно з рішенням Курляндського ландтагу від 28 лютого 1567 року про внески, передбачені на підтримку, ремонт та заснування храмів, шкіл і богаділень. В історіографії часто фігурує помилкова цифра −70 церков).
1570 року Готтгард уклав інструкцію «Реформація церкви Курляндії і Семигалії», в якій визначив організаційні питання та основи християнської моралі. Зокрема, герцог намагався змінити негативне ставлення не-німецького населення до старих і немічних, будував шпиталі та притулки для бідноти й жебраків.
1570 року Олександр Айнгорн (? — 1575), придворний пастор герцога і наглядач, видав збірник «Церковні закони Курляндського герцогства». Вони визначали процедуру призначення пасторів та церковних інспекторів, зміст їхньої роботи, організацію служб та церемоній (хрещення, шлюбу, похорону), типи релігійних гімнів тощо. Особлива увага була приділена боротьбі з язичництвом та «диявольськими звичаями» латиського сільського населення як, наприклад, викрадання дружин. Зокрема, між 29 серпня (день св. Михаїла) і 1 листопада (день Всіх святих) селянам заборонялося робити підношення померлим духам у вигляді харчів, воску, свічок, бавовни та інших продуктів. «Церковні закони» були вперше надруковані 1572 року в Ростоці, але в багатьох церквах зберігалися у рукописних списках. Ці закони лишалися чинними на території Курляндії і Семигалії до 1832 року.
Католицизм був другою великою конфесією в герцогстві, але не мав підтримки ні герцога, ні німецької аристократії, і тому значного поширення не набув.

## Освіта
- Петрівська академія (1775, Мітава)

### Монографії
- Arbusov, L. Grundriss der Geschichte Liv-, Est- und Kurlands. Riga: Jonck und Poliewsky, 1918.
- Berkis, A. The history of the Duchy of Courland (1561—1795). Towson: P. M. Harrod, 1969.
- Cruse, K. W. Curland unter den Herzögen: in 2 v. Mitau: Reyher, 1833—1837.
- Gebhardi, L. A. Geschichte des Herzogtums Kurland und Semgallen. Halle: Gebauer, 1789.
- Seraphim, A. Die Geschichte Des Herzogtums Kurland: 1561—1795. Reval: F. Kluge, 1904.
- Пуренс В., Лиепиня Д. История Латвии. RaKa, 2000.

### Довідники
- Allgemeines Schriftsteller- und Gelehrten-Lexikon der Provinzen Livland, Esthland und Kurland: in 4 Bd. Mitau, 1827—1832; Nachträge in 2 Bd., Mitau, 1859—1861.
- Genealogisches Handbuch der baltischen Ritterschaften. Görlitz: Starke Verlag, 1929—1939.
- Deutschbaltisches biographisches Lexikon 1710–1960. Köln-Wien: Böhlau, 1970.
- Вяроўкін-Шэлюта У. Курляндскае і Земгальскае герцагства // ЭГБ, у 6 т. Т. 4. — Мн., 1997.
- Курляндскае герцагства // БелЭн, у 18 т. Т. 9. — Мн., 1999.